# Flockflugsvamp
Flockflugsvamp (Amanita strobiliformis) är en svampart som först beskrevs av Paulet ex Vittad., och fick sitt nu gällande namn av Louis-Adolphe Bertillon 1866. Flockflugsvamp ingår i släktet flugsvampar och familjen Amanitaceae.  Arten är reproducerande i Sverige. Inga underarter finns listade i Catalogue of Life.